# Сусяк, Михаил Евстафьевич
Михаил Евстафьевич Сусяк, другой вариант отчества — Евстафиевич (род. 1929 год) — буровой мастер Долинского управления буровых работ объединения «Укрнефть» Министерства нефтяной промышленности СССР, Ивано-Франковская область, Украинская ССР. Герой Социалистического Труда (1971).

## Биография
С 1949 года трудился помощником бурильщика Стрыйской конторы бурения. С 1950 по 1953 года проходил срочную службу в Советской Армии. С 1953 года — работник райсобеса, служащий поселкового Совета народных депутатов. С 1955 года обучался в Дрогобычском нефтяном техникуме, который окончил в 1958 году. Потом до 1979 года трудился помощником бурильщика, бурильщиком, буровым мастером, начальником буровой Долинского управления буровых работ управления «Укрнефть».
Досрочно выполнил личные социалистические обязательства и плановые производственные задания Восьмой пятилетки (1966—1970). 30 марта 1971 года Указом Президиума Верховного Совета СССР удостоен звания Героя Социалистического Труда «за выдающиеся заслуги в выполнении заданий пятилетнего плана по добыче нефти и достижение высоких технико-экономических показателей в работе» с вручением ордена Ленина и золотой медали Серп и Молот.
Избирался делегатом XXIV съезда КПСС.